# Международный конкурс знатоков украинского языка
Международный конкурс знатоков украинского языка (укр. Міжнародний конкурс знавців української мови імені Петра Яцика) — Всемирно украинский  конкурс, который имеет целью утверждение статуса украинского языка, подъёма его престижа среди молодёжи, воспитание уважения к культуре и традициям украинского народа.
Организаторы — Министерство образования и науки Украины, Лига украинских меценатов при поддержке Министерства культуры и туризма Украины.

## История
Первый Международный конкурс знатоков украинского языка проведен в 2000 году. Постановлением Лиги украинских меценатов конкурсу предоставлено имя Петра Яцыка, а его дочь Надежда стала почетным председателем конкурса.
По традиции конкурс ежегодно стартует 9 ноября — в день украинской письменности и языка.
В 2006 году седьмой конкурс проходил уже без участия Образовательного фонда Петра Яцыка, которым руководит дочь мецената Надежда Яцык. Возглавляемый ею фонд снял с себя ответственность за проведение языкового конкурса, поскольку, по убеждению Надежды, «не может украинская диаспора спасти украинский язык на Украине». По её мнению, это может сделать только правительство Украины.
По традиции конкурс проходит в четыре этапа по олимпийской системе — школьный, районный, областной и общеукраинский. Награждение победителей, которые займут первые три места на последнем этапе, происходит в середине мая в Украинском театре имени Ивана Франко в Киеве. Победители конкурса, кроме ценных подарков, получают денежное вознаграждение в размере 3—7 тысяч гривен — в зависимости от возрастных групп участников.